# Eligmoderma lara
 Eligmoderma lara é uma espécie de coleóptero da tribo Eligmodermini (Cerambycinae).

## Morfologia

### Cabeça
Cabeça castanho-escura a preta. Fronte fina e densamente pontuada com pelos esparsos amarelados. Tubérculos anteníferos projetados; sulco profundo entre os tubérculos. Vértice com pelos amarelados. Genas com ápice arredondado. Lobos oculares superiores com quatro fileiras de omatídios, tão distantes entre si quanto o dobro da largura de um lobo. Antenas atingem o ápice dos élitros aproximadamente no ápice do antenômero VIII. Escapo castanho-escuro no terço basal e castanho-avermelhado no restante da superfície, com pontos próximos no lado interno da metade apical. Antenômeros III-VIII alaranjados na metade basal e castanho-avermelhados na metade apical; IX-XI inteiramente alaranjados.

### Tórax
Protórax castanho-escuro. Pronoto com dois espinhos látero-anteriores desenvolvidos e uma gibosidade centro-posterior pouco projetada; pontuação moderadamente densa; pronoto coberto por pelos amarelados menos sobre os espinhos e na gibosidade. Partes laterais do protórax com duas gibosidades: uma no terço anterior próximo a margem anterior e outra, pouco antes do meio; pontuação e pilosidade semelhantes à do pronoto. Cavidades procoxais fechadas atrás. Prosterno com a metade anterior lisa e brilhante e a metade posterior microesculturada. Mesepisternos e mesepimeros microesculturados com finas rugosidades longitudinais. Metepisternos e metasterno castanho-avermelhados com pelos castanho-avermelhados; centro-longitudinal do metasterno com sulco liso e glabro. Élitros com os quatro quintos anteriores castanho-amarelados, sem manchas, região basal levemente escurecida; quinto apical e margens elitrais, castanho-escuros. Extremidades elitrais truncadas e desarmadas. Pontuação elitral ocupa toda a superfície. Pelos amarelados, abundantes em todo o élitro. Fêmures e tíbias com a metade basal alaranjada e a metade apical castanho-escura. Tarsos alaranjados.

### Abdome
Urosternitos vermelho-alaranjados com pelos longos.

## Sistemática
- Ordem Coleoptera
  - Subordem Polyphaga
    - Infraordem Cucujiformia
      - Superfamília Chrysomeloidea
        - Família Cerambycidae
          - Subfamília Cerambycinae
            - Tribo Eligmodermini
              - Gênero Eligmoderma
                - Eligmoderma lara